# ماكس والتر
ماكس والتر (بالألمانية: Max Walter)‏ هو رباع ألماني، ولد في 30 يناير 1905 في متز في فرنسا، وتوفي في 1987 في دويسبورغ في ألمانيا.

## وصلات خارجية
- ماكس والتر على موقع أوليمبيديا (الإنجليزية)